# Keredic
Keredic (fl. VI secolo) è un sovrano leggendario della Britannia (odierna Inghilterra) di cui parla l'Historia Regum Britanniae di Goffredo di Monmouth.
Non si conosce il suo luogo d'origine, ma si sa che non era sassone. Secondo Goffredo, il regno di Keredic fu così impopolare che gli abitanti sassoni dell'isola chiesero l'aiuto di un'armata di vandali provenienti dall'Irlanda per spodestarlo.
La figura del Keredic di Goffredo potrebbe essere la risultanza della fusione tra il Cerdic, tradizionale fondatore del Wessex, che nonostante la sua affiliazione politica coi sassoni era probabilmente un mezzo-britanno, e il Cerdic che fu sovrano del regno britannico dell'Elmet (oggi Leeds) e che fu sconfitto da re Edwin di Northumbria.
Comunque sia, Goffredo pone un lungo periodo di interregno sassone tra l'espulsione di Keredic e l'ascesa al trono di un nuovo re britannico, Cadvan.